# 空の文字
『空の文字』（そらのもじ）は門倉さとし作詩、佐々木信綱作曲の合唱曲。元々は混声三部にて音楽之友社より出版され、のちに混声四部、女声三部、同声二部版がそれぞれ出版される。